# A Liar to Admire EP
A Liar to Admire EP är en EP-skiva av det svenska pop- och rockbandet Ram Di Dam. Skivan var Ram Di Dams första. Skivan producerades av Kristian Anttila och har fått bra kritik. På skivan ingick låten "Flashbacks" som Ram Di Dam haft en hit med på SR P3. Låten "Flashbacks" ingick också i soundtracket till FIFA 11.

## Låtlista[1]
| Nr | Titel                             | Längd |
| -- | --------------------------------- | ----- |
| 1. | Half Asleep                       | 4:00  |
| 2. | Flashbacks                        | 2:36  |
| 3. | Chances                           | 4:04  |
| 4. | A Liar to Admire (Away from Here) | 2:59  |